# Martha Tiahahu

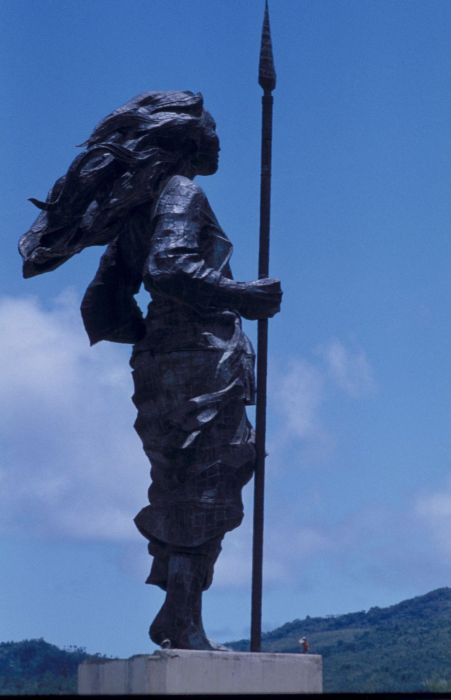
Minnesmonument över Martha Tiahahu i Ambon

Martha Christina Tiahahu, född 4 januari 1800 på ön Ambon i Moluckerna och död 2 januari 1818 på ett skepp på Bandasjön, var en malajisk upprorsledare. Marthas mor dog då hon var spädbarn och hon växte upp med sin far, kapten Paulus Tiahahu Vid 16 års ålder deltog de båda i en revolt, och Martha blev efter sin död nationell hjälte i det självständiga Indonesien.

## Historisk Bakgrund
På 1300-talet började exotiska varor importeras till Europa. Venedig blev handelsplats för den lukrativa kryddhandeln, som kontrollerades av arabiska sjöfarare. Spanien och Portugal försökte bryta arabernas monopol och den portugisiske sjöfararen Francisco Serrão blev den förste europé som kom till de mytomspunna kryddöarna år 1512 i den sydostasiatiska arkipelagen. Senare kom holländare och engelsmän. holländarna vann striden om denna arkipelag och grundade Nederländska ostindiska kompaniet (VOC) år 1602. Handelsstaden Batavia grundades 1619 på ön Java.
År 1800 gick VOC i konkurs och den nederländska regeringen tog över handelsstationer och fort på olika öar och etablerade Nederländska Ostindien. Några år senare erövrade den brittiska armén Moluckerna. Invånare från öarna fick tjänst i armén, bland andra Thomas Matulessy, född 1783 på ön Saparua nära Ambon. Han avancerade till fanjunkare och kallade sig Pattimura.
År 1813 återlämnade britterna Sundaöarna och Moluckerna till Nederländerna. Aboneserna (invånarna på Ambon) hade vant sig lokalt styre och befarade nu hårdare tag från administrationen i Batavia. Den nya guvernören, van den Berg försökte lugna invånarna, och entledigade den maluckanska armén. Den protestantiska kyrkan på Moluckerna befarade försämrade villkor. Den 14 maj 1817 samlades den missnöjda befolkningen och valde Kapitan Pattimura till sin ledare.

## Martha Tiahahus militärliv
Redan i unga år lärde hon känna militärlivet då hon följde med sin far på olika uppdrag. År 1816 anslöt sig Paulus Tiahahu och hans dotter till Pattimuras gerillaarmé.

### Revolt på ön Saparua

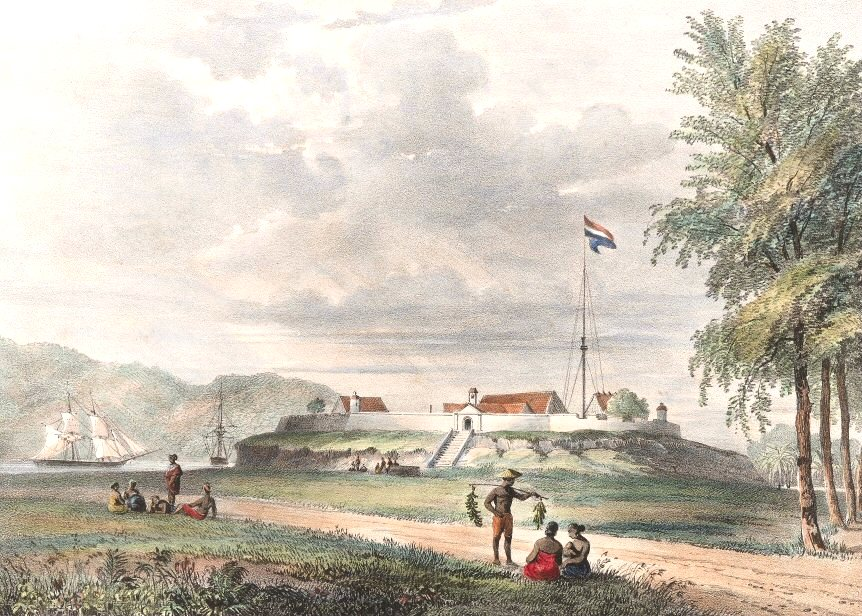
Duursted på Saparua

Den 16 maj anfölls Fort Duurstede och alla holländare dödades, endast van den Bergs sexåriga son skadades svårt, men överlevde. En av guvernörens tjänare tog hand om Jean Lubbert. Pojken kunde återvända till Nederländerna efter några år. Han och hans släkt tog sig namnet van den Berg van Saparua.
I oktober 1817 blev hon tillfångatagen men släpptes på grund av sin ålder. Hon återvände till striderna och när hon åter tillfångatogs skickades hon till Batavia på Java för straffarbete. På resan över havet var hon fastkedjad på briggens däck. Hon blev sjuk och dog på Bandasjön.

## Eftermäle

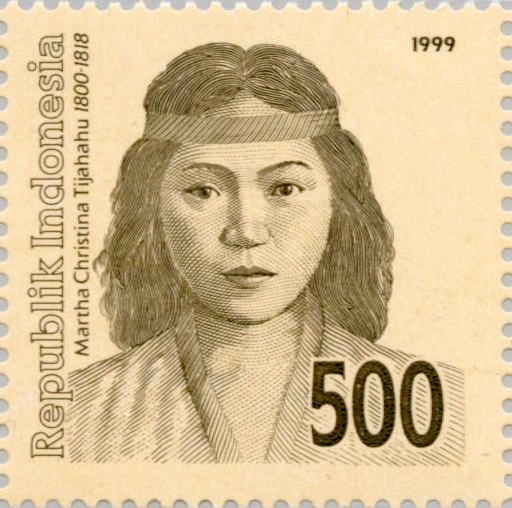
Martha Christina Tiahahu 1999 Indonesia stamp

Efter Indonesiens självständighet utnämnde regeringen den Malukkanska frihetskämpen till nationens hjältinna och den 2 januari blev Martha Christina Tiahahu minnesdag. Monument över henne restes både på ön Ambon och i hennes födelseort Abubu. År 1999 förärades hon med ett frimärke.